# Лучни мост број 2
Лучни мост број 2 у Крагујевцу заједно са Лучним мостом број 1 чини јединствену целину простора која спаја леву и десну обалу реке Лепенице.

## Изглед
Мост је изграђен 1923. године по нацртима Васе Новичића, инжењера Министарства грађевине, саобраћаја и инфраструктуре. Лучни мост број 1 и Лучни мост број 2 представљају идентичне грађевинске конструкције. Оба моста имају отвор од 30 m, лук са затегом обешеног коловоза, чију конструкцију сачињавају коловозне плоче и ширина моста од 11,65 m са ширином коловоза 6,20 m и пешачким стазама ширине једног метра. Главни носачи су луци облика параболе, који су ослоњени преко челичних лежишта на масивне стубове. На левом обалном стубу је непокретно лежиште, а на десном ваљкасто, покретно лежиште.
Вредност овог споменика културе је у јединственом инжењерском решењу, неуобичајеном за време настанка, оствареном једноставним облицима, подређеним функционалности.

## Заштита
Лучни мост број 2 утврђен је за непокретно културно добро - споменик културе Одлуком Владе Републике Србије бр. 633-2231/97-015 од 18.06.1997. године (Сл. Гл. РС бр. 27 од 26.06.1997. године).